# Райан, Колтон
Колтон Райан (англ. Colton Ryan, род. 10 июня 1995 года, Лексингтон, Кентукки, США) — американский актёр и певец. Номинант на премию «Тони» в категории «Лучший актёр в мюзикле».

## Биография
Колтон Райан родился 10 июня 1995 года в Лексингтоне, штат Кентукки.
Райан начал свою карьеру с участия в театральных постановках. Он дебютировал на Бродвее как дублёр исполнителей трёх главных мужских ролей в мюзикле «Дорогой Эван Хэнсен». Одного из персонажей, Коннора Мёрфи, актёр позже сыграл в экранизации шоу. В 2019 году Райан получил премию «Театральный мир» за роль в «Девушке из северной страны», а в 2023 номинировался на «Тони» за спектакль «Нью-Йорк, Нью-Йорк».
С 2017 года Райан снимается в кино и на телевидении. Он появлялся в эпизодах сериалов «Закон и порядок: Специальный корпус», «Родина», «Американцы», «Покерфейс», фильмах «Адам» и «Дядя Фрэнк». Его наиболее заметными экранными работами были сериалы «Её голос» (2020) и «Девушка из Плейнвилля» (2022).

## Награды и номинации
| Год  | Премия          | Категория                     | Работа                     | Результат |
| ---- | --------------- | ----------------------------- | -------------------------- | --------- |
| 2019 | Театральный мир | Выдающийся дебют              | Девушка из северной страны | Победа    |
| 2023 | Тони            | Лучшая мужская роль в мюзикле | Нью-Йорк, Нью-Йорк         | Номинация |